# اللجنة الحكومية الدولية لحقوق الإنسان التابعة لرابطة أمم جنوب شرق آسيا
افتُتحت اللجنة الحكومية الدولية لحقوق الإنسان التابعة لرابطة أمم جنوب شرق آسيا في أكتوبر 2009 كهيئة استشارية لرابطة دول جنوب شرق آسيا (آسيان)، بهدف تعزيز وحماية حقوق الإنسان والتعاون الإقليمي في مجال حقوق الإنسان بين الدول الأعضاء (بروناي دار السلام، كمبوديا، إندونيسيا، لاوس، ماليزيا، ميانمار، الفليبين، سنغافورة، تايلاند، فيتنام). تعقد الرابطة الحكومية الدولية لحقوق الإنسان اجتماعين كل سنة على الأقل.
أُشير إلى حقوق الإنسان في ميثاق رابطة أمم جنوب شرق آسيا (المواد 1.7و2.2 i. و 14) وغيرها من الوثائق الرئيسية في الرابطة. تعمل اللجنة من خلال التشاور والإجماع، كل دولة من الدول الأعضاء العشر تتمتع بحق النقض (الفيتو). لا تعتمد اللجنة مراقبين مستقلين.
يشرف على اللجنة هيئة من الممثلين، ممثل عن كل دولة عضو، يرشَح كل ممثل من قبل حكومته ويعد مسؤولًا أمامها وتمتد فترة عضويته لثلاث سنوات قابلة للتجديد مرة واحدة.
لهذه اللجنة 14 صلاحية، محورها الأساسي تعزيز وحماية حقوق الإنسان، بناء القدرات، تقديم المشورة والمساعدة التقنية، جمع المعلومات، الانخراط مع الهيئات الوطنية والإقليمية والدولية. إحدى صلاحياتها «تطوير إعلان لحقوق الإنسان ليصدر عن الرابطة»، ولكن عند تبني هذا الإعلان في نوفمبر 2012، واجه انتقادًا من جماعات حقوق الإنسان لاحتوائه عبارات تشير إلى أن الوصول إلى حقوق الإنسان يتوقف على «أداء الواجبات المقابلة من قبل الأفراد لأن كل شخص يتحمل مسؤوليات تجاه الآخرين والمجتمع الذي يعيش فيه». قدمت المنظمات غير الحكومية في المنطقة حالات لانتهاكات مزعومة لذلك الإعلان في الاجتماع الافتتاحي في جاكرتا.
وُصفت اللجنة من قبل المراقبين ومن بينهم وول ستريت جورنال بأنها «ضعيفة»، وقال رئيس الرابطة آنذاك «أبهيسيت فيجاجيفا»: «ستكتسب اللجنة قوتها مع مرور الوقت»، ولكنها خلال ست سنوات من تأسيسها، حسب زعم النقاد، لم تتخذ أي إجراء لحماية أبسط الحريات التي يُفترض أن تمثلها.

## الأعضاء

### 2009 – 2012
- كمبوديا: أم ينتينج
- إندونيسيا: رافندي ديامين
- لاوس: بونكويت سانجسومساك
- ماليزيا: أوانج عبد الحميد بكال
- ميانمار: كياو تينت سوي
- الفيليبين: روزاريو ج. مانالو
- سنغافورة: ريتشارد ماغنوس
- تايلاند: الدكتور سريبرافا بيتشاراميسري
- فيتنام: دو نجوك سون

### 2013 – 2015
- بروناي: بيهين داتو الدكتور أوانغ حاج.أحمد بن حاج.جمعة
- كمبوديا: سرون ثيريث
- إندونيسيا: رافندي ديامين
- لاوس: فوخونغ سيسولاث
- ماليزيا: تان سري داتو سري د.محمد شفيع عبد الله
- ميانمار: يو كياو تينت سوي
- الفيليبين: روزاريو ج. مانالو
- سنغافورة: تشان هنغ تشي
- تايلاند: الدكتور سيري نونثاسوت
- فيتنام: لو ثي ثو